# Elsa Gafvelin
Elsa Maria Gafvelin, född Nilsson den 22 december 1887 i Stockholm, död 1 augusti 1969 i Stockholm, var en svensk lärare och liberal politiker. Hon var politiskt aktiv inom området sociala frågor, främst hemtjänst och barnomsorg.

## Biografi
Elsa Gafvelin växte upp i Stockholm som dotter till Olof Nilsson och Sofia Wilhelmina Lundstedt, vilka som unga hade flyttat till Stockholm, fadern från Skåne och modern från Närke. Modern arbetade som piga innan hon gifte sig. Fadern var anställd vid Stockholms Spårvägar, först som kusk och konduktör, men avancerade senare till kontrollör. Hon hade två äldre systrar och en yngre bror. Alla barnen sökte sig till lägre medelklassyrken.
Elsa Gafvelin kom till Umeå 1907 för att studera vid Folkskoleseminariet där hon hade Anna Grönfeldt som lärare. Efter examen 1910 arbetade hon några år i Hudiksvall men återvände till Umeå 1914 då hon gifte sig med journalisten Ernst Gafvelin, en av stadens ledande liberaler. Efter giftermålet fortsatte hon att arbeta som lärare i Umeå med omnejd fram till sin pensionering. Paret fick 1918 sonen Åke, sedermera en känd liberal och kristdemokrat. Maken avled 45 år gammal 1927. Sommaren 1954 flyttade Elsa Gafvelin från Umeå till Uppsala. Sina sista år bodde hon i Farsta i Stockholm.  Hon dog 1969 och är gravsatt på Norra Kyrkogården i Umeå.

### Socialt engagemang
Elsa Gafvelin var redan som ung intresserad av sociala frågor. Som 18-åring gick hon med i Svenska Röda korset, ett engagemang som kom att bli livslångt, och under sin studietid vid Folkskoleseminariet var hon ordförande för seminarieelevernas lokalförening av Sveriges studerande ungdoms helnykterhetsförbund (SSUH). Intresset för sociala frågor utvidgades senare till att även gälla politik. Genom äktenskapet med Ernst Gavelin hamnade hon mitt i de frisinnades lokala politiska centrum. Maken arbetade från 1913 som redaktör på Västerbottens-Kuriren och aktiv för de frisinnade i lokalpolitiken.

#### Kvinnorörelsen
När kvinnorna erövrat medborgarskap och myndighet 1918–1921 blev en av de viktiga uppgifterna för kvinnosakens förespråkare att arbeta för att de politiska partierna nominerade kvinnor till politiska uppdrag. I Umeå bildades 1922 en lokalavdelning av Frisinnade kvinnors riksförbund, som samma år bytt namn från Föreningen frisinnade kvinnor. Elsa Gafvelin var föreningens kassör 1922–1925 och dess vice ordförande 1926. På grund av det liberala partiets splittring under 1920-talet ebbade verksamheten i avdelningen ut men 1936 återupptogs den. En interimsstyrelse tillsattes i vilken Elsa Gafvelin ingick. Styrelsen startade en lokalavdelning av Folkpartiets kvinnoförbund (numera Liberala Kvinnor). Elsa Gafvelin blev vice ordförande. Hon arbetade under mellankrigstiden tillsammans med sin forna lärare Anna Grönfeldt som då var ordförande. Elsa Gafvelin lämnade sitt styrelseuppdrag till förmån för en yngre generation kvinnor 1939 men fortsatte att vara engagerad i sakfrågorna. År 1944 deltog hon i Kommittén för ökad kvinnorepresentation, vars arbete resulterade i att Västerbotten fick sin första kvinnliga riksdagsledamot, liberalen Ragnhild Sandström. Elsa Gafvelin hade också olika uppdrag för Folkpartiet i stadsfullmäktige, vilka rörde sociala frågor och satt i Umeå stads kyrkofullmäktige. Det är främst inom två områden på det sociala fältet som hon efterlämnat ett betydelsefullt arv, hemtjänsten och barnomsorgen.

#### Husmodersrörelsen
Under 1920- till 1950-talet var Elsa Gafvelin en ledande kraft i husmodersrörelsen som var en av Sveriges viktigaste kvinnoorganisationer. Umeåföreningen av Sveriges Husmodersföreningars Riksförbund (SHR) var en av Sveriges största lokalavdelningar med verksamhet i hela länet. Elsa Gafvelin arbetade i flera decennier i förbundet, både lokalt i Umeå och som ordförande för länsförbundet. Föreningen var medlem i Västerbottens läns folkbildningskursförbund och genom den kunde de genomföra kurser för husmödrar i hela länet. Elsa Gafvelins hjärtefråga i husmodersföreningen var hemsystrarna, föregångarna till dagens hemtjänst. De arbetade i hemmen och ersatte husmödrarna när de var sjuka eller uttröttade och behövde vila. Elsa Gafvelin var den i husmodersföreningen som administrerade förmedlingen av hemsystrar till de behövande. År 1926 anställdes den första hemsystern i Umeå och verksamheten byggdes upp med bland annat ekonomiska bidrag från Umeå stad och olika basarer som föreningen ordnade. Den 1 juli 1943 kommunaliserades verksamheten efter beslut i riksdagen om statsbidrag till social hemhjälpsverksamhet. När stadens Hemhjälpsnämnd inrättades valdes Elsa Gafvelin till suppleant. Hon deltog i nämndens arbete fram till dess hon flyttade från Umeå 1954.

#### Barnomsorg
Elsa Gafvelins engagemang för barnomsorg började på 1920-talet då hon gick med i Umeå arbetsstugeförening. Föreningen hade bildats 1901 och arbetade efter Anna Hierta-Retzius program för arbetsstugor för barn. Redan 1902 öppnades en arbetsstuga i Umeå. Verksamheten drevs med ideella krafter. Med föreningen som bas arbetade Elsa Gafvelin för modernisering av barnomsorgen. År 1936 beslöt stadsfullmäktige, efter förslag från en av högerns kvinnliga ledamöter, Clara Årre-Eriksson, att inrätta en barnkrubbekommitté med uppgift att arbeta fram förslag om inrättande av kommunal barnomsorg i Umeå. Elsa Gafvelin satt i kommittén, vars arbete drogs i långbänk, samtidigt som hon arbetade med frågan i arbetsstugeföreningen. Föreningen lyckades få till stånd Umeås första moderna förskola, som invigdes 1952. Förskolan var ritad av arkitekten Bruno Mathsson och arbetade med en Fröbelinspirerad, nytänkande pedagogik med fri lek och uteaktiviteter. Den togs 1957 över av Umeå stad. När målet var nått lämnade Elsa Gafvelin sina uppdrag i Umeå arbetsstugeförening och stadens Barnkrubbekommitté.